# Tomáš Marek
Tomáš Marek (Kladno, 20 aprile 1981) è un calciatore ceco, centrocampista del Sokol Hostoun.